# Ercüment Ekrem Talû
Ercüment Ekrem Talû (1886 – 16. prosince 1956) byl turecký spisovatel, novinář a humorista.

## Životopis
Narodil se roku 1886 v Istanbulu literárnímu kritikovi a básníkovi jménem Recaizade Mahmud Ekrem. Poté, co úspěšně absolvoval střední školu Galatasaray Litesi a právnickou fakultu, odešel do Paříže, kde pokračoval ve studiu politických věd. Uměl mluvit a psát asi devíti cizími jazyky. Roku 1907, v době Osmanské říše, se stal státním úředníkem v Istanbulu. Během počátků Turecké republiky působil jako generální ředitel pro tisk a informace. Dne 12. března roku 1924 byl jmenován generálním tajemníkem prezidenta. Z této funkce však odstoupil již 30. dubna 1924. Mezi lety 1931–1933 působil jako poradce na tureckém velvyslanectví ve Varšavě. Později pracoval jako učitel francouzštiny na škole Gazi Eğitim Enstitüsü a jako učitel literatury na Galatasaray Litesi. Dále působil také jako ředitel městských divadel a městských vodáren. Přispíval rovněž do magazínu Yedigün a několika dalších.
Zemřel 16. prosince roku 1956 v Istanbulu. Jeho vnučkou byla textařka Çiğdem Talu (1939–1983).